# Tasmanicosa
Tasmanicosa là một chi nhện trong họ Lycosidae.

## Các loài
Tasmanicosa được ghi nhận có những loài sau:
- Tasmanicosa fulgor Framenau & Baehr, 2016
- Tasmanicosa gilberta (Hogg, 1906)
- Tasmanicosa godeffroyi (L. Koch, 1865)
- Tasmanicosa harmsi Framenau & Baehr, 2016
- Tasmanicosa hughjackmani Framenau & Baehr, 2016
- Tasmanicosa kochorum Framenau & Baehr, 2016
- Tasmanicosa leuckartii (Thorell, 1870)
- Tasmanicosa musgravei (McKay, 1974)
- Tasmanicosa phyllis (Hogg, 1906)
- Tasmanicosa ramosa (L. Koch, 1877)
- Tasmanicosa salmo Framenau & Baehr, 2016
- Tasmanicosa semicincta (L. Koch, 1877)
- Tasmanicosa stella Framenau & Baehr, 2016
- Tasmanicosa subrufa (Karsch, 1878)